# San Antonio del Sur
San Antonio del Sur ist eine Stadt und ein Municipio im Südosten Kubas und gehört zur Provinz Guantánamo.

## Geografie
Das Municipio San Antonio del Sur hat eine Gesamtfläche von 584,94 km². Es wird im Süden durch die Karibik bzw. den Atlantischen Ozean begrenzt. Umgeben wird San Antonio del Sur von den Municipios Caimanera im Osten, Manuel Tames im Nordosten, Yateras im Nordnordosten, Baracoa im Nordwesten und Imías im Westen.
Aus den Bergen der „Puriales de Caujerí“ bahnt sich der Fluss „Sabanalamar“ den Weg in die „Bahía de Sabanalamar“. Kubas größter Fluss, der „Río Toa“ fließt durch das nordwestliche Gebiet der Gemeinde. Im Westen mündet der Fluss „Yateras“ im Bereich „Punta Conde de Jaruco“ in die Karibik. Im Osten des Ortes San Antonio del Sur erhebt sich der "Pan de Azúcar", ein als herausragendes Landschaftselement geschützter Berg.
Das Municipio San Antonio del Sur ist eines der waldreichsten Gebiete der Provinz.

## Wirtschaft
Das Land um San Antonio del Sur eignet sich ausgesprochen gut für den Anbau von Kaffee und die Viehzucht. Dementsprechend prägen diese Bereiche die lokale Wirtschaft am stärksten.

## Verkehr
San Antonio del Sur wird von der gut ausgebauten Landstraße Carretera Central in Küstennähe durchquert. Sie ermöglicht der Gemeinde eine gute Anbindung an die Provinzhauptstadt Guantánamo und die für Individualreisende interessante Stadt Baracoa. Eine kleinere Straße führt ins Landesinnere.